# Patrick Kavanagh (calciatore 1985)
Patrick Kavanagh (Dublino, 29 dicembre 1985) è un ex calciatore irlandese, di ruolo centrocampista.

## Palmarès

### Club

#### Competizioni nazionali
- Campionato irlandese: 2

Shamrock Rovers: 2010, 2011